# Иванов, Владимир Александрович (полный кавалер ордена Славы)
Владимир Александрович Иванов (1913—1945) — советский военный; один из полных кавалеров ордена Славы, награждённых четырьмя орденами Славы.

## Биография
Родился в 1913 году в селе Большие Ключи Российской империи, ныне Рыбинского района Красноярского края, в семье крестьянина. Русский.
После окончания семи классов школы, работал в колхозе, позже был налоговым инспектором Больше-Ключевского сельсовета. В июле 1942 года был призван в Красную армию и прошёл подготовку в запасном полку. С февраля 1943 года участвовал в боях на Юго-Западной фронте. В ходе Изюм-Барвенковской операции 18 марта 1943 года был тяжело ранен и попал в плен. Более полугода содержался в лагере для военнопленных. В январе 1944 года Владимир Иванов был освобожден наступающими советскими частями 52-й армии и после проверки был зачислен наводчиком в 311-й отдельный истребительно-противотанковый дивизион 241-й стрелковой дивизии. В составе этой части воевал до своей смерти 7 марта 1945 года, когда погиб в бою в районе населённого пункта Герсдорф (земля Саксония, Германия).

## Награды
- Приказом по частям 254-й стрелковой дивизии (№ 14/н) от 10 апреля 1944 года красноармеец Иванов Владимир Александрович был награждён орденом Славы 3-й степени. 
Приказом по войскам 52-й армии (№ 103/н) от 18 августа 1944 года старший сержант Иванов Владимир Александрович был награждён орденом Славы 2-й степени.
 24 января 1945 года командиром дивизиона был представлен к награждению орденом Славы 1-й степени (приказ от 24 марта 1945 года). 
Посмертно был удостоен второго ордена Славы 1-й степени (приказ от 10 апреля 1945 года, посмертно).
- Также был награждён орденом Отечественной войны 1-й степени и медалями.